# Secrétaire d'État au Travail et aux Retraites
Le secrétaire d'État au Travail et aux Retraites (en anglais : Secretary of State for Work and Pensions, communément appelé Work and Pensions Secretary) est le secrétaire d'État placé à la tête du département du Travail et des Retraites au Royaume-Uni.
L'actuelle titulaire de ce poste est, depuis le 5 juillet 2024, la travailliste Liz Kendall.

## Historique
La fonction de secrétaire d'État au Travail et aux Retraites est créée le 8 juin 2001, lors du début du deuxième mandat de Tony Blair. Elle réunit alors des responsabilités issues du secrétaire d'État à l'Éducation et à l'Emploi et du secrétaire d'État à la Sécurité sociale. Il occupe la direction du département du Travail et des Retraites (Department for Work and Pensions, DWP).

### Liste
| Nom | Nom               | Nom | Dates du mandat  | Dates du mandat  | Parti politique | Gouvernement     |
| --- | ----------------- | --- | ---------------- | ---------------- | --------------- | ---------------- |
|     | Alistair Darling  |     | 8 juin 2001      | 29 mai 2002      | Travailliste    | Blair II         |
|     | Andrew Smith      |     | 29 mai 2002      | 8 septembre 2004 | Travailliste    | Blair II         |
|     | Alan Johnson      |     | 8 septembre 2004 | 6 mai 2005       | Travailliste    | Blair II         |
|     | David Blunkett    |     | 6 mai 2005       | 2 novembre 2005  | Travailliste    | Blair III        |
|     | John Hutton       |     | 2 novembre 2005  | 28 juin 2007     | Travailliste    | Blair III        |
|     | Peter Hain        |     | 28 juin 2007     | 24 janvier 2008  | Travailliste    | Brown            |
|     | James Purnell     |     | 24 janvier 2008  | 4 juin 2009      | Travailliste    | Brown            |
|     | Yvette Cooper     |     | 5 juin 2009      | 11 mai 2010      | Travailliste    | Brown            |
|     | Iain Duncan Smith |     | 12 mai 2010      | 18 mars 2016     | Conservateur    | Cameron I et II  |
|     | Stephen Crabb     |     | 19 mars 2016     | 14 juillet 2016  | Conservateur    | Cameron II       |
|     | Damian Green      |     | 14 juillet 2016  | 11 juin 2017     | Conservateur    | May I            |
|     | David Gauke       |     | 11 juin 2017     | 8 janvier 2018   | Conservateur    | May II           |
|     | Esther McVey      |     | 8 janvier 2018   | 15 novembre 2018 | Conservateur    | May II           |
|     | Amber Rudd        |     | 16 novembre 2018 | 7 septembre 2019 | Conservateur    | May II Johnson I |
|     | Thérèse Coffey    |     | 8 septembre 2019 | 6 septembre 2022 | Conservateur    | Johnson I et II  |
|     | Chloe Smith       |     | 6 septembre 2022 | 25 octobre 2022  | Conservateur    | Truss            |
|     | Mel Stride        |     | 25 octobre 2022  | 5 juillet 2024   | Conservateur    | Sunak            |
|     | Liz Kendall       |     | 5 juillet 2024   | En cours         | Travailliste    | Starmer          |